# Enø By
Enø By er den eneste by på Enø med 357 indbyggere  (2024). Enø By er beliggende i Karrebæk Sogn midt på Enø to kilometer syd for Karrebæksminde, hvor til der forbindelse via en lille bro. Der er 13 kilometer til Næstved. Byen tilhører Næstved Kommune og er beliggende i Region Sjælland.